# سرفايفر سيريس (1995)
سرفايفر سيريس 1995 (بالإنجليزية: Survivor Series (1995))‏ هو عرض مصارعة محترفة من فئة الدفع مقابل المشاهدة وهو العرض التاسع من سلسلة عروض سرفايفر سيريس. عُرض في 19 نوفمبر 1995 في لاندوفر بولاية ماريلند.

## وصلات خارجية
- Official Survivor Series website